# Награда Сервантес
Награда за књижевност на шпанском језику „Мигел де Сервантес“ (шп. Premio de Literatura en Lengua Castellana Miguel de Cervantes), такође позната као Награда „Мигел де Сервантес“ (шп. Premio Miguel de Cervantes) или Награда Сервантес (шп. Premio Cervantes) je књижевна награда коју министарство културе Шпаније сваке године додељује шпанском или хиспаноамеричком писцу чије је дело допринело обогаћивању књижевне баштине на шпанском језику, а на предлог академија за шпански језик, претходних добитника награде и институција повезаних са књижевношћу на шпанском језику. Назив је добила по шпанском писцу Мигелу де Сервантесу. О њеном значају говоре досадашњи добитници и то да је сматрају Нобеловом наградом шпанског говорног подручја. Награду за 2017. годину добио је писац из Никарагве, Серђо Рамирез.

## О награди
Награда Сервантес је установљена 15. септембра 1975. године, а први пут је додељена 1976. године шпанском писцу Хорхеу Гиљену. Сматра се најзначајнијим књижевним признањем на шпанском говорном подручју. Додељује се за целокупно књижевно дело шпанског или хиспаноамеричког писца на шпанском језику које је допринело обогаћивању хиспанске културне баштине. Назив је добила по шпанском писцу Мигелу де Сервантесу који је написао Дон Кихота – једно од најзначајних књижевних дела написаних на шпанском језику. Награда се састоји од медаље и новчаног дела који од 2008. године износи 125 000 евра.

## Предлагање кандидата
Кандидате за Награду Сервантес могу предложити Шпанска краљевска академија, академије земаља у којима се говори шпански језик, претходни добитници награде и институције које су по природи ствари у вези са књижевношћу на шпанском језику. Жири који одлучује о награди су до 2008. године чинили директор Шпанске краљевске академије, директор једне хиспаноамеричке академије за шпански језик која се мења сваке године, претходни добитник награде и шест или осам шпанских или хиспаноамеричких особа „признатог престижа“ из академског, књижевног или универзитетског света. Од 2008. године, с циљем повећања улоге цивилног друштва у доношењу одлука у шпанској и хиспаноамеричкој култури, састав жирија следи нови модел који подразумева већи удео чланова које предлажу институције изборног карактера:
- два последња добитника Награде Сервантес,
- један члан Шпанске краљевске академије,
- један члан једне од хиспаноамеричких академија,
- четири признате особе из академског, универзитетског и књижевног света које предлажу Конференција ректора шпанских универзитета, Унија универзитета Латинске америке, Институт Сервантес и Министарство културе Шпаније
- две представника књижевних додатака дневних новина које предлажу Федерација асоцијација новинара Шпаније и Интерамеричко новинско удружење
- један члан којег предлаже Међународна асоцијација хиспаниста, а који не може да буде шпанске или ибероамеричке националности.[1][6]

## Додела награде
Награда Сервантес се од 1976. године додељује само једном писцу и не може бити додељена постхумно. Ова правила су установљена након доделе награде 1979. године, када је жири одлучио да ax aqueo награди Шпанца Херарда Дијега и Аргентинца Хорхеа Луиса Борхеса. Име добитника се саопштава крајем године, а награда се уручује 23. априла, на дан смрти Мигела де Сервантеса. Шпански краљ Филип VI председава уручивању награде у свачаној сали Универзитета Алкала. На свечаној церемонији поводом доделе награде шпански краљ, шпански министар културе и добитник награде држе говор у ком се осврћу на живот и књижевно стваралаштво награђеног, на дело Сервантеса и других шпанских и хиспаноамеричких класика, као и на актуелно стање шпанског језика.

## Добитници
| Листа добитника Награде Сервантес |

| Година | Писац                                                                            | Националност             | Говор добитника |
| ------ | -------------------------------------------------------------------------------- | ------------------------ | --------------- |
| 1976   | Хорхе Гиљен (1893–1984)                                                          | Шпанија                  |                 |
| 1977   | Алехо Карпентјер (1904–1980)                                                     | Куба                     | [ мртва веза ]  |
| 1978   | Дамасо Алонсо (1898–1990)                                                        | Шпанија                  |                 |
| 1979   | Хорхе Луис Борхес (1899–1986)                                                    | Аргентина                |                 |
| 1979   | Херардо Дијего (1896–1987)                                                       | Шпанија                  |                 |
| 1980   | Хуан Карлос Онети (1909–1994)                                                    | Уругвај                  |                 |
| 1981   | Октавио Паз (1914–1998). Добио Нобелову награду за књижевност 1990. године.      | Мексико                  |                 |
| 1982   | Луис Росалес (1910–1992)                                                         | Шпанија                  | [ мртва веза ]  |
| 1983   | Рафаел Алберти (1902–1999)                                                       | Шпанија                  |                 |
| 1984   | Ернесто Сабато (1911–2011)                                                       | Аргентина                |                 |
| 1985   | Гонзало Торенте Баљестер (1910–1999)                                             | Шпанија                  |                 |
| 1986   | Антонио Буеро Ваљехо (1916–2000)                                                 | Шпанија                  |                 |
| 1987   | Карлос Фуентес (1928–2012)                                                       | Мексико                  | [ мртва веза ]  |
| 1988   | Марија Замбрано (1904–1991)                                                      | Шпанија                  |                 |
| 1989   | Августо Роа Бастос (1917–2005)                                                   | Парагвај                 | [ мртва веза ]  |
| 1990   | Адолфо Биој Касарес (1914–1999)                                                  | Аргентина                |                 |
| 1991   | Франсиско Ајала (1906–2009)                                                      | Шпанија                  |                 |
| 1992   | Дулсе Марија Лојназ (1902–1997)                                                  | Куба                     | [ мртва веза ]  |
| 1993   | Мигел Делибес (1920–2010)                                                        | Шпанија                  |                 |
| 1994   | Марио Варгас Љоса (1936). Добио Нобелову награду за књижевност 2010. године.     | Перу и Шпанија (од 1993) |                 |
| 1995   | Камило Хосе Села (1916–2002). Добио Нобелову награду за књижевност 1989. године. | Шпанија                  |                 |
| 1996   | Хосе Гарсија Нијето (1914–2001)                                                  | Шпанија                  |                 |
| 1997   | Гиљермо Кабрера Инфанте (1929–2005)                                              | Куба                     |                 |
| 1998   | Хосе Јеро (1922–2002)                                                            | Шпанија                  | [ мртва веза ]  |
| 1999   | Хорхе Едвардс (1931)                                                             | Чиле                     | [ мртва веза ]  |
| 2000   | Франсиско Умбрал (1932–2007)                                                     | Шпанија                  | [ мртва веза ]  |
| 2001   | Алваро Мутис (1923–2013)                                                         | Колумбија                |                 |
| 2002   | Хосе Хименез Лозано (1930)                                                       | Шпанија                  |                 |
| 2003   | Гонзало Рохас (1917–2011)                                                        | Чиле                     |                 |
| 2004   | Рафаел Санчез Ферлосио (1927)                                                    | Шпанија                  |                 |
| 2005   | Серхио Питол (1933)                                                              | Мексико                  |                 |
| 2006   | Антонио Гамонеда (1931)                                                          | Шпанија                  |                 |
| 2007   | Хуан Хелман (1930–2014)                                                          | Аргентина                |                 |
| 2008   | Хуан Марсе (1933)                                                                | Шпанија                  | [ мртва веза ]  |
| 2009   | Хосе Емилио Пачеко (1939–2014)                                                   | Мексико                  | [ мртва веза ]  |
| 2010   | Ана Марија Матуте (1925–2014)                                                    | Шпанија                  | [ мртва веза ]  |
| 2011   | Никанор Пара (1914)                                                              | Чиле                     | [ мртва веза ]  |
| 2012   | Хосе Мануел Кабаљеро Боналд (1926)                                               | Шпанија                  |                 |
| 2013   | Елена Поњатовска (1932)                                                          | Мексико                  | [ мртва веза ]  |
| 2014   | Хуан Гојтисоло (1931)                                                            | Шпанија                  | [ мртва веза ]  |
| 2015   | Фернандо дел Пасо (1935)                                                         | Мексико                  |                 |
| 2016   | Едуардо Мендоза (1943)                                                           | Шпанија                  |                 |
| 2017   | Серђо Рамирез (1942)                                                             | Никарагва                |                 |
| 2018   | Ида Витале (1923)                                                                | Уругвај                  |                 |

## Награда по државама
| Шпанија   | 22 |
| Мексико   | 6  |
| Аргентина | 4  |
| Чиле      | 3  |
| Куба      | 3  |
| Колумбија | 1  |
| Парагвај  | 1  |
| Перу      | 1  |
| Уругвај   | 2  |
| Никарагва | 1  |
| Укупно    | 43 |